# Festival del Cantar Mexicano
El Festival del Cantar Mexicano Guadalupe del Carmen, es un importante festival que a pesar de su nombre se realiza en Chile, en la ciudad de Chanco, provincia de Cauquenes, Región del Maule. Se organiza desde 1980 y acoge a la multitud de músicos y cantantes que le rinden tributo a la música mexicana en gran parte de Sudamérica.

## Historia
La música ranchera o mexicana tuvo una gran difusión en Chile especialmente con el cine mexicano entre los años 40 y 60, Actualmente mantiene un gran predominio en las zonas rurales, donde tiene una vasta tradición arraigada en decenas de artistas, grupos de charros, radioemisoras especializadas y festivales, de los cuales el más importante es el de Chanco.
El festival nace en febrero de 1988 organizado por el Municipio local, como una forma de homenajear a la más famosa hija Ilustre de la ciudad de Chanco la artista "Guadalupe del Carmen", nombre artístico de Esmeralda González Letelier, (fallecida en 1987), quien llegó a ser la cantante de rancheras más popular de Chile y récord de ventas.
Su seudónimo artístico surgió de la fusión de la Virgen de Guadalupe, patrona de México, y la Virgen del Carmen, Señora de Chile.
Según algunas fuentes la idea original era hacer un único festival 
en homenaje a la ese momento recién fallecida cantante, pero el éxito y la presión popular pudo más y se transformó en un evento anual. 
Durante la primera etapa el festival se realizaba en el gimnasio Municipal de Chanco, pero en 1995 y ante el éxito de la iniciativa debió ser trasladado hasta la medialuna de rodeo.
En 2008 al cumplir los 20 años de existencia tuvo como invitada de honor a la ministra de Cultura de Chile.
En 2020 se transmite por primera vez el festival en La Red conducido por Michael Roldan, Montserrat Torrent, Eduardo de la Iglesia y Julia Vial.

## Animadores del festival
| Edición | Año  | Animadores                                          | Canal de TV                                         | Radio                                                        | Streaming                                                                                |
| ------- | ---- | --------------------------------------------------- | --------------------------------------------------- | ------------------------------------------------------------ | ---------------------------------------------------------------------------------------- |
| I       | 1989 | Sin Datos                                           | Sin transmisión televisiva                          | Radio Buena Nueva de Chanco                                  | Sin streaning                                                                            |
| II      | 1990 | Sin Datos                                           | Sin transmisión televisiva                          | Radio Buena Nueva de Chanco                                  | Sin streaning                                                                            |
| III     | 1991 | Sin Datos                                           | Sin transmisión televisiva                          | Radio Buena Nueva de Chanco                                  | Sin streaning                                                                            |
| IV      | 1992 | Sin Datos                                           | Sin transmisión televisiva                          | Radio Buena Nueva de Chanco                                  | Sin streaning                                                                            |
| V       | 1993 | Sin Datos                                           | Sin transmisión televisiva                          | Radio Buena Nueva de Chanco                                  | Sin streaning                                                                            |
| VI      | 1994 | Sin Datos                                           | Sin transmisión televisiva                          | Radio Buena Nueva de Chanco                                  | Sin streaning                                                                            |
| VII     | 1995 | Sin Datos                                           | Sin transmisión televisiva                          | Radio Buena Nueva de Chanco                                  | Sin streaning                                                                            |
| VIII    | 1996 | Sin Datos                                           | Sin transmisión televisiva                          | Radio Buena Nueva de Chanco                                  | Sin streaning                                                                            |
| IX      | 1997 | Sin Datos                                           | Sin transmisión televisiva                          | Radio Buena Nueva de Chanco                                  | Sin streaning                                                                            |
| X       | 1998 | Sin Datos                                           | Sin transmisión televisiva                          | Radio Buena Nueva de Chanco                                  | Sin streaning                                                                            |
| XI      | 1999 | Sin Datos                                           | Sin transmisión televisiva                          | Radio Buena Nueva de Chanco                                  | Sin streaning                                                                            |
| XII     | 2000 | Julio Videla                                        | Sin transmisión televisiva                          | Radio Buena Nueva de Chanco                                  | Sin streaning                                                                            |
| XIII    | 2001 | Jorge Rencoret                                      | Sin transmisión televisiva                          | Radio Buena Nueva de Chanco                                  | Sin streaning                                                                            |
| XIV     | 2002 | Alejandro "Chavito" Chávez                          | Sin transmisión televisiva                          | Radio Buena Nueva de Chanco                                  | Sin streaning                                                                            |
| XV      | 2003 | Leo Caprile                                         | Sin transmisión televisiva                          | Radio Buena Nueva de Chanco                                  | Sin streaning                                                                            |
| XVI     | 2004 | Fernando Alarcón                                    | Sin transmisión televisiva                          | Radio Buena Nueva de Chanco                                  | Sin streaning                                                                            |
| XVII    | 2005 | Fernando Alarcón                                    | Sin transmisión televisiva                          | Radio Buena Nueva de Chanco                                  | Sin streaning                                                                            |
| XVIII   | 2006 | Fernando Alarcón                                    | Sin transmisión televisiva                          | Radio Buena Nueva de Chanco                                  | Sin streaning                                                                            |
| XIX     | 2007 | Fernando Alarcón                                    | Sin transmisión televisiva                          | Radio Buena Nueva de Chanco                                  | Sin streaning                                                                            |
| XX      | 2008 | Fernando Alarcón                                    | Sin transmisión televisiva                          | Radio Buena Nueva de Chanco                                  | Sin streaning                                                                            |
| XXI     | 2009 | Alejandro "Chavito" Chávez                          | Sin transmisión televisiva                          | Radio Buena Nueva de Chanco                                  | Sin streaning                                                                            |
| XXII    | 2010 | Alejandro "Chavito" Chávez                          | Sin transmisión televisiva                          | Radio Buena Nueva de Chanco                                  | Web Municipal                                                                            |
| XXIII   | 2011 | Eduardo Fuentes y Savka Pollak                      | Sin transmisión televisiva                          | Radio Buena Nueva de Chanco                                  | Web Municipal                                                                            |
| XXIV    | 2012 | Eduardo Fuentes y Carla Ochoa                       | Sin transmisión televisiva                          | Radio Buena Nueva de Chanco                                  | Web Municipal                                                                            |
| XXV     | 2013 | Eduardo Fuentes y Carla Ochoa                       | Sin transmisión televisiva                          | Radio Buena Nueva de Chanco                                  | Web Municipal                                                                            |
| XXVI    | 2014 | Patricio Laguna y Carla Ochoa                       | Sin transmisión televisiva                          | Radio Buena Nueva de Chanco                                  | Web Municipal                                                                            |
| XXVII   | 2015 | Julio Cesar Rodriguez y Carla Ochoa                 | Sin transmisión televisiva                          | Radio Buena Nueva de Chanco                                  | Web Municipal                                                                            |
| XXVIII  | 2016 | Julio Cesar Rodriguez y Carla Ochoa                 | Contivisión                                         | Radio Buena Nueva de Chanco                                  | Web Municipal                                                                            |
| -       | 2017 | No se realizó por los Incendios forestales en Chile | No se realizó por los Incendios forestales en Chile | No se realizó por los Incendios forestales en Chile          | No se realizó por los Incendios forestales en Chile                                      |
| XXIV    | 2018 | Julio Cesar Rodriguez y Carla Ochoa                 | TeleCauquenes y TVMaule                             | Radio Chanquina                                              | Web Municipal                                                                            |
| XXX     | 2019 | Jose Miguel Viñuela y Pamela Díaz                   | Contivisión                                         | Radio Chanquina                                              | Web Municipal                                                                            |
| XXXI    | 2020 | Eduardo de la Iglesia y Julia Vial                  | La Red                                              | Radio Chanquina                                              | lared.cl                                                                                 |
| -       | 2021 | No se realizó por la Pandemia de COVID-19           | No se realizó por la Pandemia de COVID-19           | No se realizó por la Pandemia de COVID-19                    | No se realizó por la Pandemia de COVID-19                                                |
| -       | 2022 | No se realizó por la Pandemia de COVID-19           | No se realizó por la Pandemia de COVID-19           | No se realizó por la Pandemia de COVID-19                    | No se realizó por la Pandemia de COVID-19                                                |
| XXXII   | 2023 | Juan Pablo Queraltó y Millaray Viera                | Sin transmisión televisiva                          | Radio Chanquina                                              | Facebook Watch Municipalidad de Chanco, Web Municipal y Canal de Youtube Radio Chanquina |
| XXXIII  | 2024 | Julio Cesar Rodriguez y Carolina de Moras           | TeleCauquenes y NCC Televisión de Tomé              | Radio Buena Nueva (Chanco y Linares), Radio La Voz de Yungay | Facebook Watch Municipalidad de Chanco y Canal de Youtube de Radio La Voz de Yungay      |
| XXXIV   | 2025 | Julio Cesar Rodriguez y Sabrina Sosa                | Sin transmisión televisiva                          | Radio Buena Nueva (Chanco y Linares)                         | Facebook Watch Municipalidad de Chanco                                                   |

## Curiosidades
- Si bien en Chile se canta a la música mexicana, en México existe un género musical llamado la chilena que es música de este país que emigró hasta allá durante el siglo XIX.